# Національний парк Лаука
Національний парк Лаука (ісп. Parque Nacional Lauca) — національний парк, розташований на півночі Чилі, в регіоні Аріка і Парінакота, на території андійського хребта Кордильєра-Оксиденталь та плато Альтіплано. Парк охоплює територію у 1 379 км² та містить багато величезних вулканів. На південь від парку розташований Національний резерв Лас-Вікуньяс. Обидві природоохоронні території та Національний монумент Салар-де-Суріре формують Біосферний заповідник Лаука, що межує з Національним парком Сахама в Болівії.

## Географія
Одна з головних визначних пам'яток парку — невелика область озер, що містить озера Чунґара і Лагуна-де-Котакотані, розташовані в передгір'ях Невадос-де-Паячата. Інші величні вулкани, що є частиною національного парку, — вулкани Ґуаятірі і Акотанґо. Інші визначні пам'ятки парку включають археологічні ділянки, лавові області і вулканічні кратери. В межах парку розташовано місто Парінакота з його колоніальною церквою.
В межах парку також розташовані витоки річки Лаука, на заході протікає річка Юта.
Через парк проходить міжнародне шосе CH-11, прокладене від Панамериканського шосе біля Аріки до перевалу Тамбо-Кемадо, що забезпечує головний під'їзд до парку.

## Жива природа
У парку мешкають кілька видів тварин і рослин. Зокрема, типовими ссавцями є вікунья, лама, альпака, гуанако, тарука, пума і віскача .
Тут можна побачити і більш ніж 140 видів птахів, що робить заповідник одним з найкращих національних парків для спостереження птахів у Чилі. Зокрема тут мешкають гірський ібіс, андійська гуска, гігантська лисуха, патагонський тинаму, срібляста пірникоза, гребняста качка, чирок, андійський кондор і чилійський фламінго.
Також у парку ростуть понад 400 видів судинних рослин. Рослинність парку пристосована до важкого навколишнього середовища гір і високогірних степів.
| Чилі | Це незавершена стаття з географії Чилі. Ви можете допомогти проєкту, виправивши або дописавши її. |